# Pokrycie zbioru
Pokryciem zbioru {\displaystyle Y,} który jest zawarty w przestrzeni {\displaystyle X,} nazywa się dowolną rodzinę zbiorów {\displaystyle (U_{s})_{s\in S}} zawartych w {\displaystyle X,} taką, że zbiór {\displaystyle Y} jest zawarty w sumie elementów tej rodziny, tj. {\displaystyle Y\subseteq \bigcup _{s\in S}U_{s}.} Zbiór {\displaystyle S} jest zbiorem indeksów.
Uwaga: Często w definicji pokrycia żąda się, aby {\displaystyle Y=\bigcup _{s\in S}U_{s}.} Dalej będziemy zakładać ten warunek.

## Definicje
Pojęcie pokrycia często jest używane w kontekście topologii.
Niech {\displaystyle (X,\tau )} jest przestrzenią topologiczną.

### Definicja pokrycia otwartego
Pokrycie {\displaystyle {\mathcal {C}}\subseteq 2^{X}} nazywa się pokryciem otwartym, gdy każdy element {\displaystyle C\in {\mathcal {C}}} jest zbiorem otwartym, tj.
{\displaystyle \bigwedge _{C\in {\mathcal {C}}}\;C\in \tau .}

### Definicja pokrycia domkniętego
Pokrycie {\displaystyle {\mathcal {D}}\subseteq 2^{X}} nazywa się pokryciem domkniętym, gdy każdy element {\displaystyle D\in {\mathcal {D}}} jest zbiorem domkniętym, tj.
{\displaystyle \bigwedge _{D\in {\mathcal {D}}}\;X\setminus D\in \tau .}

### Pokrycia wpisane i podpokrycia
Niech {\displaystyle {\mathcal {A}}=(A_{s})_{s\in S},{\mathcal {B}}=(B_{t})_{t\in T}} będą pokryciami zbioru {\displaystyle X.}
Pokrycie {\displaystyle {\mathcal {A}}} nazywa się pokryciem wpisanym w pokrycie {\displaystyle {\mathcal {B}},} jeśli
{\displaystyle \bigwedge _{s\in S}\bigvee _{t_{s}\in T}A_{s}\subseteq B_{t_{s}}.}
Pokrycie {\displaystyle {\mathcal {A}}'=(A'_{s})_{s\in S'}} nazywa się podpokryciem pokrycia {\displaystyle {\mathcal {A}}=(A_{s})_{s\in S},} jeśli
{\displaystyle S'\subset S\wedge [s\in S'\Rightarrow A_{s}'=A_{s}].}
Każde podpokrycie danego pokrycia jest w nie wpisane.

### Definicja pokrycia skończonego
Pokrycie {\displaystyle {\mathcal {A}}=(A_{s})_{s\in S}} nazywa się skończonym, jeśli {\displaystyle S} jest zbiorem skończonym (typowo wówczas {\displaystyle S=\{1,2,\dots n\}} dla pewnego naturalnego {\displaystyle n}).